# Birmingham, Iowa

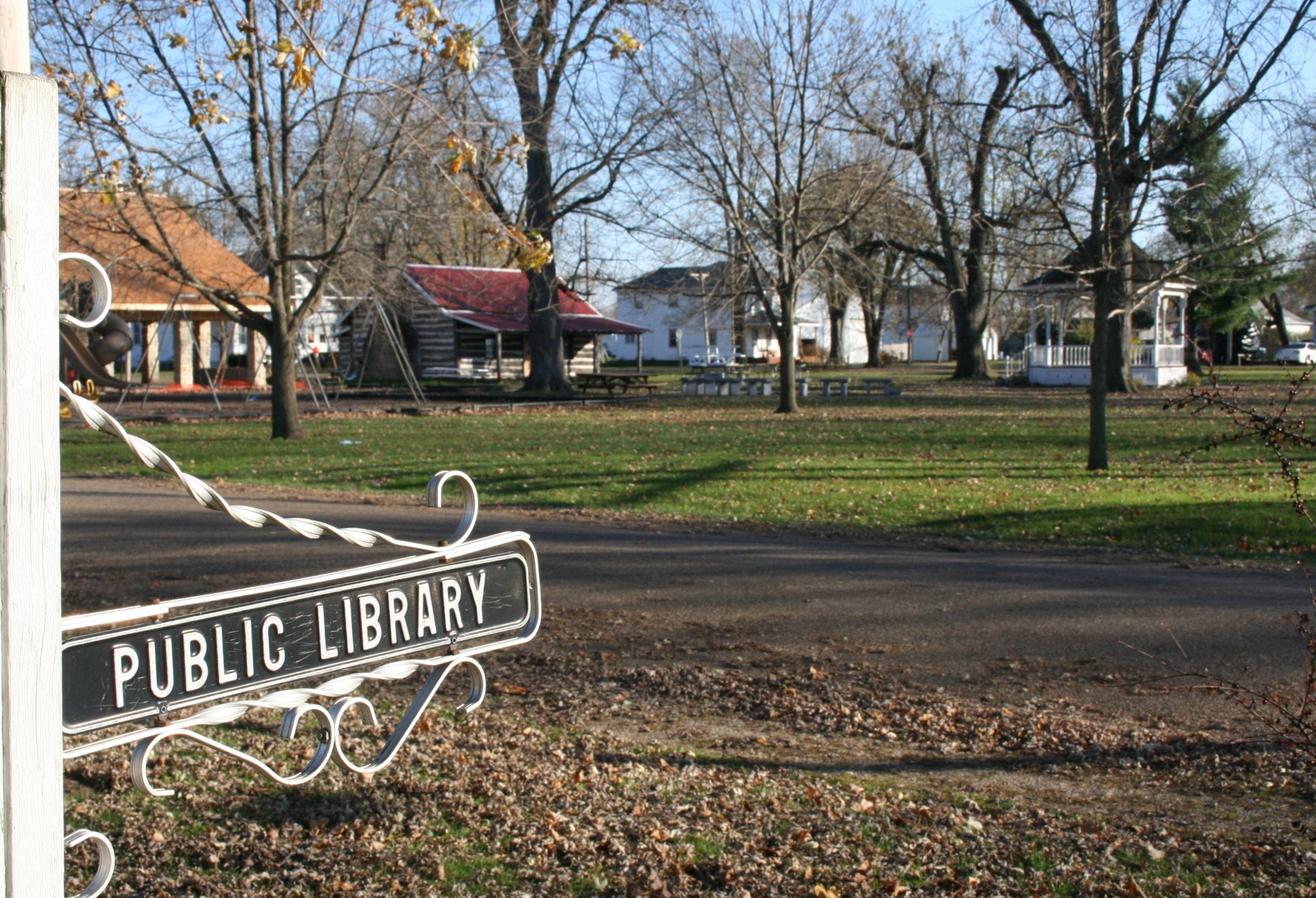
Central City Square, Birmingham, Iowa

Birmingham är en ort i Van Buren County i Iowa. Vid 2010 års folkräkning hade Birmingham 448 invånare.